# Haravesnes
Haravesnes is een gemeente in het Franse departement Pas-de-Calais (regio Hauts-de-France) en telt 46 inwoners (2009). De plaats maakt deel uit van het arrondissement Arras.

## Geografie
De oppervlakte van Haravesnes bedraagt 2,4 km², de bevolkingsdichtheid is dus 19,2 inwoners per km².
De onderstaande kaart toont de ligging van Haravesnes met de belangrijkste infrastructuur en aangrenzende gemeenten.

## Demografie
Onderstaande figuur toont het verloop van het inwonertal (bron: INSEE-tellingen).